# دتش هوغ
دتش هوغ (بالإنجليزية: Dutch Hoag)‏ هو سائق سباق أمريكي، ولد في 2 نوفمبر 1926، وتوفي في 11 مايو 2016.